# Кебрачо
Кебрачо (Quebracho) е събирателно име на южноамерикански дъбове с твърда дървесина. Името на испански означава „чупи брадва“. В Аржентина са известни също и под името „квебрахо“. Предпочитат песъчливи почви, подходящи са за изработка на дървени скулптури, като от тях дори се извличат екстракти, необходими в кожарската промишленост (в дървесината му се съдържа до 30% танин). Друга отличителна черта на тези южноамерикански дъбове е теглото им — трупите кебрачо потъват във вода. Разработването на гористи масиви от кебрачо съставлява главен отрасъл от горското стопанство на областта Гранд Чако в Парагвай. 80% от световните запаси от дърветата се намират в Аржентина, поради което някои я наричат „родината на кебрачо“.